# باناجيوتيس غليكوس
باناجيوتيس غليكوس (باليونانية: Παναγιώτης Γλύκος)‏ (مواليد 10 أكتوبر 1986) هو لاعب كرة قدم. يلعب مع منتخب اليونان لكرة القدم. سبق له أن لعب في كأس العالم لكرة القدم مع منتخب بلاده.

## مسيرته الكروية
لعب باناجيوتيس غليكوس خلال مسيرته الاحترافية مع 3 أندية في خمسة عشر موسمًا ولم يسجل خلالها أي هدف ضمن 124 مباراة. حيث فاز في موسم واحد بالكأس وفي موسم واحد بالدوري.
خاض باناجيوتيس غليكوس مسيرته مع نادي أوليمبياكوس فولو في موسم 2004–05 في المرة الأولى واستمر معه طيلة ثلاثة مواسم ثم في موسم 2009–10 لمدة موسم واحد، مشاركًا طوالها في 26 مباراة ولم يسجل أي هدف. ثم انتقل إلى نادي باوك في موسم 2007–08 في المرة الأولى ولمدة موسمين ثم في موسم 2011–12 ليلعب معه ثمانية مواسم، حيث شارك طوالها في 89 مباراة ولم يسجل أي هدف أيضًا. لينتقل بعدها إلى Agrotikos Asteras F.C. ‏ في موسم 2010–11 لمدة موسم واحد، مشاركًا في 9 مباريات ولم يسجل أي هدف أيضًا.

## روابط خارجية
- باناجيوتيس غليكوس على موقع الاتحاد الدولي (مؤرشف)  (الإنجليزية)
- باناجيوتيس غليكوس على موقع الاتحاد الأوربي (الإنجليزية)
- باناجيوتيس غليكوس على موقع قاعدة بيانات كرة القدم.إي يو (الإنجليزية)
- باناجيوتيس غليكوس على موقع ناشيونال فوتبول تيمز (الإنجليزية)
- باناجيوتيس غليكوس على موقع Soccerway.com (الإنجليزية)
- باناجيوتيس غليكوس على موقع عالم كرة القدم.نت (الإنجليزية)
- باناجيوتيس غليكوس على موقع AS.com (الإسبانية)